# Саварабі
«Саварабі» (яп. 早蕨) — ескадрений міноносець Імперського флоту Японії типу «Вакатаке».

## Історія створення
Корабель був закладений 20 листопада 1922 року на верфі «Uraga Dock». Спущений на воду 1 вересня 1923 року, вступив у стрій 24 липня 1924 року.

## Історія служби
3 грудня 1932 року есмінці «Саварабі», «Санає», «Куретаке» і «Вакатаке» відпливли з порту Куре до Магонга, Тайвань. 5 грудня того ж року «Саварабі» потрапив у шторм в Тайванській протоці. Вода залилася через димову трубу, спричинивши зупинку двигуна. «Саварабі» втратив хід та перекинувся.
Окрім есмінців супроводу, на допомогу вирушили крейсери «Кітакамі» та «Ісудзу». Проте загалом вдалось врятувати лише 14 моряків із 120 членів екіпажу.